# Установка дегідрогенізації пропану в Мап-Та-Пхут (PTT)
Установка дегідрогенізації пропану в Мап-Та-Пхут (PTT) — виробництво нафтохімічної промисловості у Таїланді, розташоване за сотню кілометрів на південний схід від столиці країни Бангкоку (провінція Районґ).
Другий за масовістю продукт органічної хімії пропілен традиційно отримували на установках парового крекінгу або виділенням із газів нафтопереробки. В той же час, у кінці 20 століття почались спроби організувати спеціалізоване виробництво цього олефіну, передусім шляхом дегідрогенізації пропану. Перша в історії світової нафтохімії промислова установка такого призначення була запущена в роботу у 1990 році в Таїланді на площадці індустріальної зони Мап-Та-Пхут. На той момент тут вже кілька років працював газопереробний завод Районг, що належав місцевій нафтогазовій компанії PTT та здійснював переробку продукції офшорних родовищ, доставленої по газопроводу Сіамська затока — Районг. Виділений при переробці пропан і став сировинною базою для створення нового виробництва.
Установка має потужність у 100 тисяч тонн пропілену на рік та використовує технологію одного з двох провідних гравців на ринку технологій гідрогенізації — компанії UOP (Honeywell). Вироблений нею пропілен високої чистоти спрямовується для полімеризації.
Можливо відзначити, що вже за рік у Південній Кореї компанія Hyosung запустила свою установку дегідрогенізації пропану вдвічі більшої потужності, а в самому Мап-Та-Пхут наприкінці 2000-х з'явилось друге виробництво, споруджене HMC Polymers.